# Железная дорога Санкт-Петербург — Хийтола
Железная дорога Санкт-Петербург — Хийтола — железнодорожная линия длиной 179 километров между Финляндским вокзалом Санкт-Петербурга и посёлком Хийтола. Железная дорога была построена компанией Suomen Valtion Rautatiet (Финские железные дороги) на территории Великого княжества Финляндского как часть железнодорожной магистрали Николайстад — Санкт-Петербург. На станции Хийтола железная дорога соединяется с железной дорогой Выборг — Йоэнсуу. На сегодняшний день железная дорога входит в Приозерское направление Санкт-Петербургского отделения Октябрьской железной дороги.

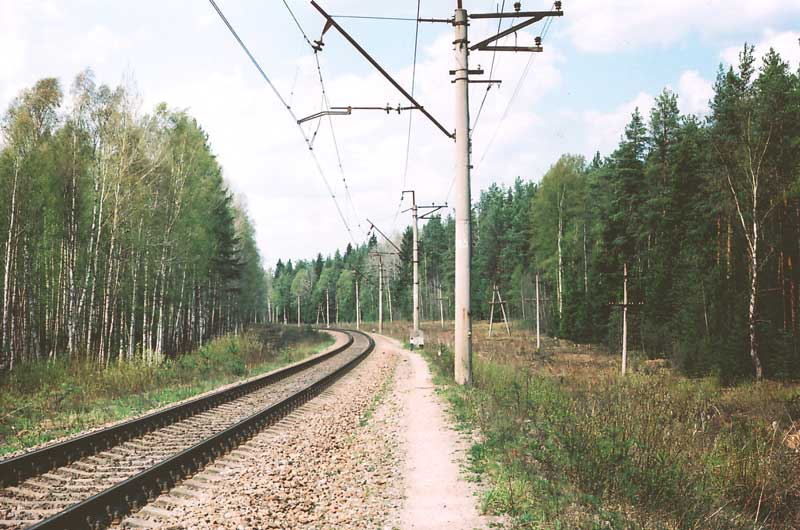
Однопутная линия

## История
Первое предложение о строительстве железной дороги поступило от частных лиц. В 1887 году на собрании общины владелец усадьбы Сумпула капитан Фок предложил план строительства железнодорожных путей из Сортавалы через Кексгольм, Пюхяярви, Саккола и Рауту в сторону Петербурга до станции Левашово Выборгской железной дороги. Строительство сочли целесообразным, поскольку дорога облегчила бы вывоз продуктов сельского хозяйства на продажу в Петербург. В свою очередь поступило разрешение финляндского Сената государственному советнику Энгману на строительство электрифицированной железной дороги (по примеру Германии) из Петербурга на Иматру через Рауту. Железная дорога Санкт-Петербург — Хийтола должна была обеспечить сообщение между Санкт-Петербургом и железной дорогой Выборг — Йоэнсуу.
К работам приступили летом 1913 года. В течение 1914 года успели завершить отсыпку насыпи на участке Хийтола — Кякисалми.
Строительство было закончено в январе 1917 года, хотя некоторые строительные работы на дороге проводились вплоть до 1919 года. Двухпутная дорога заканчивалась на станции Сосново (бывш. Рауту) и на участке Сосново — Хиитола однопутная дорога использовалась в обоих направлениях. Часть железной дороги к югу от станции Орехово (Раасули) с российской стороны административной русско-финской границы обслуживалась поездами финских железных дорог.
31 декабря 1917 года Совет народных комиссаров под председательством В. И. Ленина принял решение о независимости Финляндии. Станция Нуйяла (ныне пл. 67 км) стала конечной пассажирской станцией на ветке, идущей из центра Восточной Финляндии. Участок дороги до ст. Рауту (ныне Сосново) использовался лишь для грузовых перевозок, главным образом леса. По результатам Тартуского мирного договора железная дорога, проходившая по территории Карельского перешейка в составе Выборгской губернии, перешла в состав Финляндии. Во время Гражданской Войны в Финляндии железнодорожные пути южнее станции Рауту были взорваны с целью пресечения снабжения финской Красной Гвардии из Петрограда, и железнодорожное сообщение между двумя частями дороги прекратилось. С советской стороны последней станцией стала станция Лемболово.
После советско-финской войны 1939−1940 г. в результате мирного договора от 12 марта 1940 года железная дорога перешла к Советскому Союзу.
После войны железная дорога была восстановлена, и на ней было открыто пассажирское движение из Ленинграда в направлении Сортавалы.
В 1951 году началась электрификация железной дороги. К 1976 году участок Ленинград — Кузнечное был электрифицирован полностью. До этого вблизи Кузнечного была электрифицирована ведомственная карьерная линия.

### Электрификация
1951: Финляндский вокзал — Пискарёвка
1958: Пискарёвка — Пери
1959: Пери — Васкелово
1959: Васкелово — Сосново
1975: Сосново — Приозерск
1976: Приозерск — Кузнечное

### Второй путь
До 2011 года двухпутный участок дороги заканчивался на станции Сосново; далее на север шла однопутная линия. Планы по строительству второго пути далее, до Приозерска, появились ещё во второй половине 1980-х годов. Уже тогда пропускная способность однопутного участка была на исходе. В связи с большим количеством пригородных поездов регулярно возникали сложности с пропуском грузовых поездов. Начались изыскания и проектирование второго пути, но в связи с распадом СССР, началом экономического кризиса и снижением объёмов перевозок все работы были остановлены.
Второй раз к этому проекту вернулись в конце 1990-х годов, намереваясь дотянуть второй путь до Кузнечного. Снова начались изыскания, но и на этот раз они быстро прекратились.
В середине 2000-х годов началось проектирование новой железнодорожной линии Лосево — Каменногорск. В связи с этим началась практическая реализация давних проектов строительства второго пути. Он был доведён до новой станции Лосево-1, находящейся между платформами Петяярви и Лосево, 11 января 2013 года состоялось официальное открытие движения по 2 главному пути перегона Сосново — Лосево-1. Строительство участка Лосево-1 — Каменногорск было завершено в 2017 году, на Каменногорск идут два пути (а на Кузнечное — по-прежнему один). Интенсивность эксплуатации линии на Каменногорск постепенно нарастала, но с 2022 года по политическим причинам движение скоростных поездов в Финляндию было прекращено и грузоперевозки также во многом сошли на нет; в результате перспективы востребованности новой линии стали непонятными.

## Остановочные пункты

Протяжённость путей Финских железных дорог на начало 1918 года

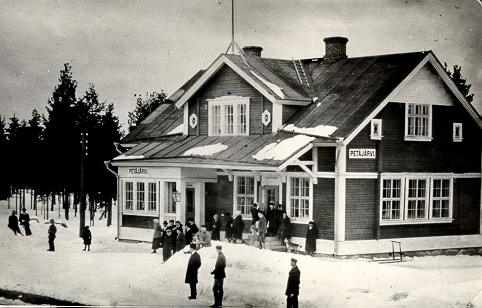
Станция Петяярви в 1930-е гг.

Год постройки и исторические финско-карельские названия даны в скобках. Остановочные пункты пригородного поезда на тепловозной тяге выделены курсивом.
Санкт-Петербург — Финляндский вокзал (1870)
Кушелевка (1904)
Пискарёвка (1914)
Ручьи (1917)
Депо Ручьи
Новая Охта (1971)
Девяткино (1917)
Лаврики (1932)
Капитолово (1957)
Кузьмолово (1929)
Токсово (1917)
Кавголово (1929)
Осельки (1929)
Пери (1924)
Лесколово (1992)
Грузино (1917)
Лаппелово (1924)
Васкелово (1916)
54 км (ок. 1970)
Лемболово (1916)
Орехово (1916, Раасули)
67 км (1916, Нуйяла)
Никитино (1916, Келлиё)
Сосново (1916, Рауту)
Колосково (1916, Мякря)
Петяярви (1916, Петяярви)
Лосево-1 (2013)
Лосево (1916, Кивиниеми)
Громово (1916, Саккола)
Суходолье (1916, Хайтермаа)
Отрадное (1916, Пюхаярви)
Мюллюпельто (1916, Мюллюпельто)
Синёво (1916, Няпинлахти)
Приозерск (1916, Кякисальми)
Капеасалми (Гранитное) (1916, Каписальми)
152 км (1916, Паукконен)
Кузнечное (1916, Каарлахти)
168 км, (Куликово II) (1892, Киркко Хиитола)
Хийтола (1892, Хийтола)

## Ответвления
Кроме Приозерского направления Финляндский вокзал обслуживает ещё 2 направления пригородного сообщения — на Зеленогорск и Выборг (пути разветвляются сразу за вокзалом) и на Всеволожск (пути разветвляются на станции Пискарёвка). В северной (чётной) горловине станции Ручьи также существует ответвление на Парголово (в направлении Выборга), вдоль которого проходит Санкт-Петербургская кольцевая автодорога.
В 1930-х гг. финские власти планировали строительство железной дороги Выборг — Вещево (Хейнйоки) — Житково (Ристсеппяля) — Мичуринское (Валкъярви), которую планировалось дотянуть до станции Сосново (Рауту). К началу советско-финской войны 1939−1940 г. дорога была достроена только на участке Выборг — Мичуринское. После войны работ по строительству не велось.
В 1950-х гг. советские власти распорядились разобрать железнодорожные пути на перегоне Житково  — Мичуринское. Железнодорожные пути на перегоне Вещево — Житково были разобраны в 2001 году, однако железнодорожная насыпь между станциями Вещево и Житково отчётливо видна и сегодня.

## Подвижной состав

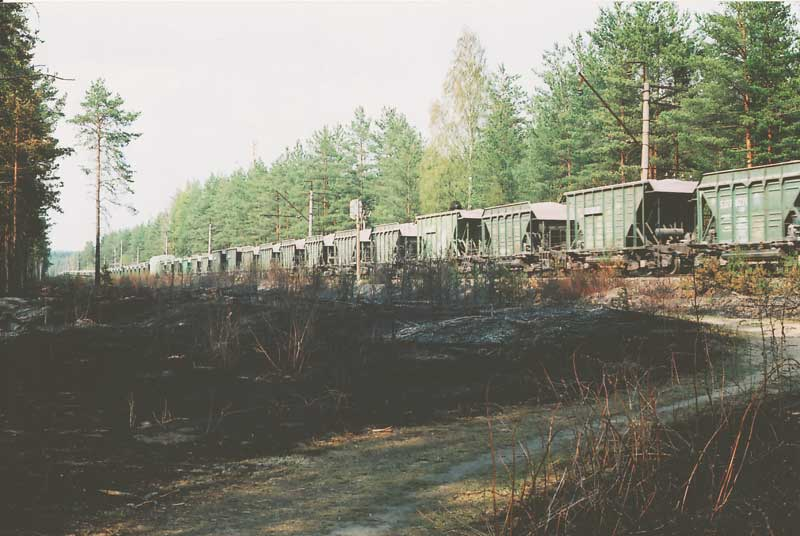
Товарный состав на железной дороге Санкт-Петербург — Хиитола

Линия широко используется для доставки различных грузов в порты Финского залива и вывоза нерудных строительных материалов (щебня) с предприятий Приозерского района. Перспективы развития связаны со строительством новой железнодорожной линии Лосево — Каменногорск и реконструкцией существующей инфраструктуры под увеличение объёмов грузового движения. Также на линии довольно хорошо развито пассажирское сообщение.
Грузовые поезда в настоящее время обслуживаются электровозами ВЛ10, ВЛ15, 2ЭС4К и 3ЭС4К. Пассажирский поезд Санкт-Петербург — Костомукша следует под тягой тепловоза ТЭП70. Пригородное сообщение осуществляется преимущественно электропоездами серий ЭТ2М, ЭТ2ЭМ и ЭД4М.

## Пассажирские перевозки

### Пригородные поезда
Электропоезда:
Санкт-Петербург — Васкелово (около 1 ч 20 мин со всеми остановками на конец 2011 года)
Санкт-Петербург — Сосново (около 1 ч 50 мин со всеми остановками на конец 2011 года)
Санкт-Петербург — Приозерск (около 3 ч со всеми остановками на конец 2011 года)
Санкт-Петербург — Кузнечное (около 3 ч 20 мин со всеми остановками на конец 2011 года)
Девяткино — Васкелово (около 50 мин со всеми остановками на конец 2011 года)
Девяткино — Сосново (около 1 ч 20 мин со всеми остановками на конец 2011 года)
Поезд на тепловозной тяге:
Кузнечное — Сортавала (около 25 мин от Кузнечного до Хийтолы), по состоянию на 2015 г. поезд ходил по вторникам и четвергам, по две пары.

### Поезда дальнего следования
Санкт-Петербург (Ладожский вокзал) — Хийтола — Сортавала — Костомукша (около 3 ч 35 мин от Санкт-Петербурга до Хийтолы)